# Rhynchosia emarginata
Rhynchosia emarginata är en ärtväxtart som beskrevs av Germish. Rhynchosia emarginata ingår i släktet Rhynchosia och familjen ärtväxter. Inga underarter finns listade i Catalogue of Life.